# 零忍
零 忍（れい しのぶ、1981年12月29日 - ）は、日本の元AV女優、元ストリッパー。
広島県出身。身長:156cm、スリーサイズ:B85 W60 H86、血液型:O型

## 略歴
- 2000年12月に結良詩絵（ゆうらしえ）としてAVデビュー。
- 2001年に零忍に改名。
- 2002年3月にセルデビュー。

## 作品

### アダルトビデオ
結良詩絵 名義
- ヴァージンメモリアル（2000年12月31日、KUKI）
- いっしょにいようよ!!（2001年1月24日、KUKI）
- 秘めゴトエッチ!!（2001年2月27日、KUKI）

零忍 名義
- [零忍に犯されてみませんか?]（2001年11月23日、メディアバンク）
- タマにはしゃぶりたい（2001年11月23日（レンタル）／2002年1月18日（セル）、セクシア（トライハートコーポレーション））
- 危ない密室（2001年12月25日、アリスJAPAN（ジャパンホームビデオ））
- 猥褻クライマックス（2002年1月24日、セクシア）
- 服従の奉仕メイド3（2002年2月21日、シネマジック）
- セル一発目っ!!（2002年3月1日、MOODYZ）
- デジタルモザイクVol.002（2002年4月1日、MOODYZ）
- 唇いっぱいのご奉仕（2002年4月26日、h.m.p）
- Angel（2002年5月1日、アイデアポケット）
- 白肌の異常愛撫（2002年5月28日、h.m.p）
- プレイガール 7（2002年5月31日（レンタル）／2002年6月14日（セル）、セグシア）
- ドリームウーマンVOL.6（2002年6月1日、MOODYZ）
- Black Date 〜ブラックデート〜（2002年8月1日、ワンズファクトリー）
- Wild Thing！（2002年8月7日、桃太郎映像出版）
- バスガイドレイプ 哀辱の中出しジャック（2002年8月8日、アタッカーズ）
- 社長の愛人（2002年8月8日、ドリームチケット）
- 「痴」女優 40（2002年8月9日、ワープエンタテインメント）
- 超-股間のアングル（2002年9月1日、ワンズファクトリー）
- Deep*Kiss Mania（2002年9月5日、ドリームチケット）
- PET's 02（2002年9月19日、ドリームチケット）
- 奴隷秘書の淫らな肉体（2002年10月25日、h.m.p）
- 裏Black Date（2002年12月1日、ワンズファクトリー）
- コスプレックス 3（2003年2月7日、桃太郎映像出版）
- ＭＶＰ（2003年、VIP）
- RE-SEX（2005年8月19日（レンタル）／2005年9月9日（セル）、セグシア）
- 女教師の秘蜜（2005年10月21日（レンタル）／2005年11月18日（セル）、セグシア）
- 現場ジャック!!単体メーカーの現場に乗り込んで好き勝手に零忍を撮っちゃったビデオ.（2005年10月28日、ビッグモーカル）
- 会員制高級ソープ 二輪車限定 痴女専門店（2006年2月3日、GLAY'z）
- 蛇縛の女猫無残（2006年4月7日、アタッカーズ）
- 罪と罰

## 出演

### テレビドラマ
- 土曜ワイド劇場 混浴露天風呂連続殺人 21　（2001年12月15日、テレビ朝日）